# Wilhelm Mößle
Wilhelm Mößle (* 26. April 1940 in Leutkirch; † 24. Februar 2002 in Tunesien) war ein deutscher Rechtswissenschaftler.

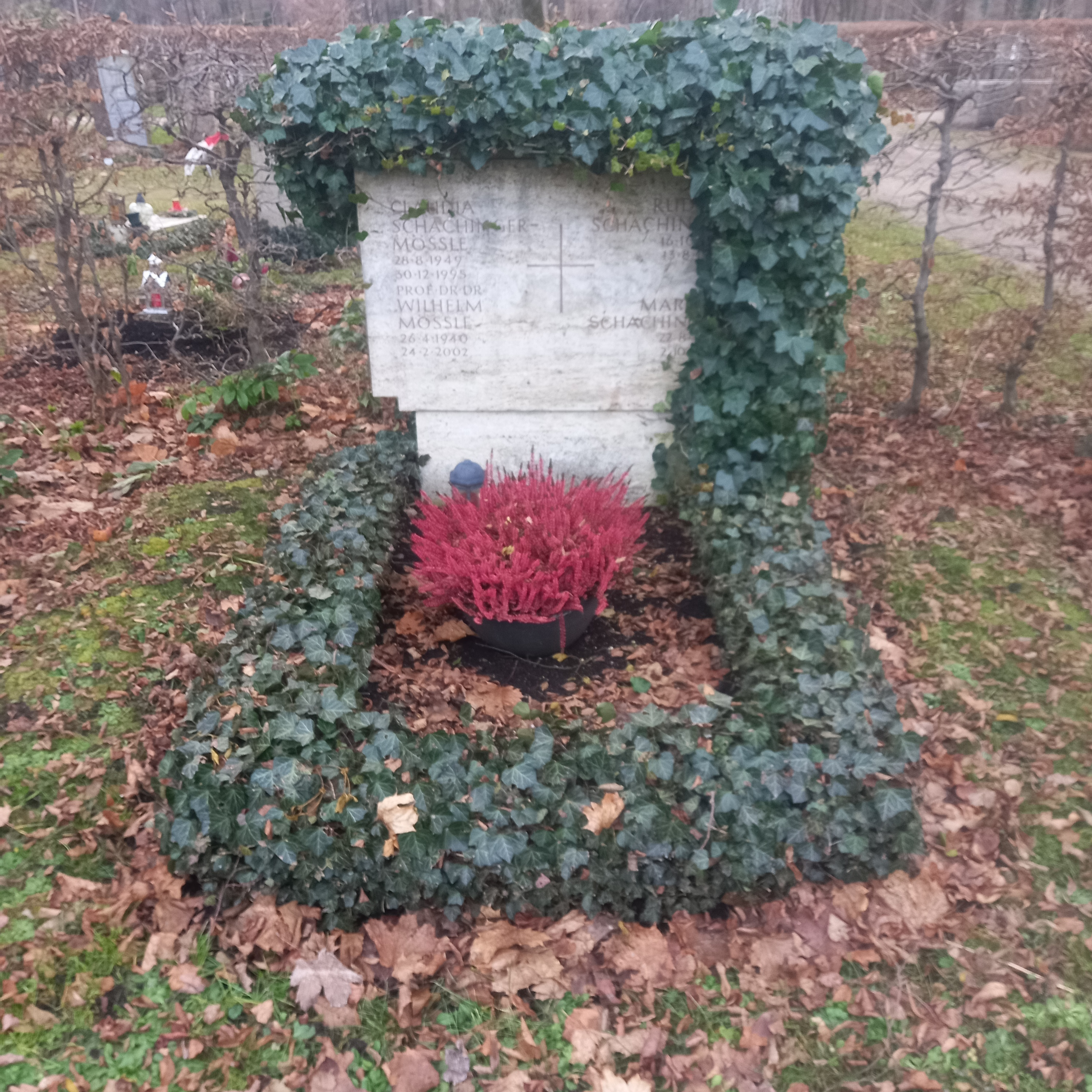
Das Grab von Wilhelm Mößle und seiner Ehefrau Claudia Schachinger-Mößle auf dem Nordfriedhof (München)

Wilhelm Mößle legte sein Abitur im Jahr 1959 in Wangen im Allgäu ab und begann zum Sommersemester 1959 ein Studium der Geschichte, Politischen Wissenschaft und Germanistik an der Ludwig-Maximilians-Universität München. Hier wurde er 1965 mit einer Arbeit über Maximilian von Waldburg-Zeil zum Dr. phil. promoviert. Schon zum Wintersemester 1964/65 begann Mößle das Studium der Rechtswissenschaften, das er mit den beiden Staatsexamina (1968 und 1972) abschloss. Im Juli  1971 erfolgte seine Promotion zum Dr. iur. mit einer verfassungsgeschichtlichen Studie über die bayerische Politik auf den Dresdner Konferenzen 1850/1851. Ab 1972 arbeitete Mößle als Hochschulassistent (u. a. bei Peter Badura) und habilitierte sich 1979 mit der Arbeit Regierungsfunktionen des Parlaments für die Fächer Staats- und Verwaltungsrecht sowie Verfassungsgeschichte. 1982 wurde er auf eine Professur für Öffentliches Recht und Verfassungsgeschichte an der Universität Bayreuth berufen, wo er bis zu seinem Tod lehrte. Mößle war Mitglied der Vereinigung für Verfassungsgeschichte.
Wilhelm Mößle starb auf einer Ferienreise in Tunesien im Alter von 61 Jahren.

## Schriften
- Handbuch des Museumsrechts. Leske u. Budrich, Opladen 1999, ISBN 3-8100-2061-3.
- mit Hans-Ullrich Gallwas: Bayerisches Polizei- und Sicherheitsrecht. Grundlagen. Boorberg, Stuttgart 1990, ISBN 3-415-01484-3.
- Inhalt, Zweck und Ausmaß. Zur Verfassungsgeschichte der Verordnungsermächtigung. (= Schriften zur Verfassungsgeschichte. Bd. 41). Duncker & Humblot, Berlin 1990, ISBN 3-428-06766-5.
- Regierungsfunktionen des Parlaments. Beck, München 1986, ISBN 3-406-31111-3.
- Bayern auf den Dresdener Konferenzen 1850/51. Politische, staatsrechtliche und ideologische Aspekte einer gescheiterten Verfassungsrevision. Schweitzer, Berlin 1972, ISBN 3-8059-0241-7.
- Fürst Maximilian Wunibald von Waldburg-Zeil-Trauchburg. 1750–1818. Geist und Politik des oberschwäbischen Adels an der Wende vom 18. zum 19. Jahrhundert. Kohlhammer, Stuttgart 1968.